# Saint-Bris-des-Bois
 Saint-Bris-des-Bois  es una población y comuna francesa, situada en la región de Poitou-Charentes, departamento de Charente Marítimo, en el distrito de Saintes y cantón de Burie.

## Demografía
| 237 | 260 | 267 | 285 | 359 | 391 |
| Para los censos de 1962 a 1999 la población legal corresponde a la población sin duplicidades (Fuente: INSEE [Consultar]) |     |     |     |     |     |